# Первухин, Илья Алексеевич
Илья́ Алексе́евич Перву́хин (6 июля 1991, Тверь) — российский гребец-каноист, выступающий за сборную России с 2009 года. Бронзовый призёр летних Олимпийских игр в Лондоне, чемпион мира, чемпион Европы, многократный призёр национальных первенств и мирового кубка. Выступает за Тверскую область и Башкортостан, мастер спорта международного класса. Серебряный призёр I Европейских игр 2015 года.

## Биография
Илья Первухин родился 6 июля 1991 года в Твери. Активно заниматься греблей начал уже в возрасте десяти лет под руководством собственного отца, заслуженного тренера по каноэ, позже проходил обучение в школе высшего спортивного мастерства Тверской области. С 2007 года стал попадать в состав молодёжной сборной России и получил возможность принимать участие в крупнейших международных стартах. На дебютном юниорском чемпионате мира в чешских Рачицах занял восьмое место в программе 500 м на двухместных каноэ, тогда как на европейском первенстве в Белграде на дистанции 1000 м пришёл к финишу третьим в составе двойки и первым вместе с четвёркой. В следующем сезоне выиграл две золотые медали на молодёжном чемпионате Европы в венгерском Сегеде, со своей двойкой показал первый результат на километровой и полукилометровой дистанциях, спустя год вновь был первым в этих дисциплинах.
На чемпионате мира 2009 года в Москве Первухин на каноэ-двойке снова опередил всех соперников в гонках на 500 и 1000 м, причём медали на сей раз получал из рук посетившего соревнования президента Дмитрия Медведева. В 2010 году сумел пробиться в состав взрослой национальной команды, на европейском первенстве в испанской Тразоне финишировал вторым на километровой дистанции, в то время как на чемпионате мира в Познани немного не дотянул до призовых мест — его лодка пересекла финишную черту четвёртой. Через год на чемпионате Европы в Сербии всё-таки одержал победу на 1000 м, также был пятым на мировом первенстве в Венгрии, этот результат позволил ему получить олимпийскую лицензию.
Летом 2012 года после победы на чемпионате России Первухин в паре с Алексеем Коровашковым отправился защищать честь страны на Олимпийские игры в Лондон. Несмотря на неудачный старт во время финальной гонки на 1000 м, им удалось догнать лидеров и занять третье бронзовое место.
Одновременно с выступлениями Первухин проходит обучение в Башкирском институте физической культуры. Помимо занятий спортом также служит в полиции, в войсковой части 7456 при управлении Центрального регионального командования внутренних войск МВД России.

## Награды
- Медаль ордена «За заслуги перед Отечеством» II степени (13 августа 2012 года) — за большой вклад в развитие физической культуры и спорта, высокие спортивные достижения на Играх XXX Олимпиады 2012 года в городе Лондоне (Великобритания)[7].
- Почётная грамота Президента Российской Федерации (19 июля 2013 года) — за высокие спортивные достижения на XXVII Всемирной летней универсиаде 2013 года в городе Казани[8].